# Niujiang
Niujiang (kinesiska: 牛江) är en köping i sydöstra Kina. Den ligger i Enping i staden Jiangmen i provinsen Guangdong, omkring 120 kilometer sydväst om provinshuvudstaden Guangzhou. Antalet invånare är 23 430. Befolkningen består av 11 245 kvinnor och 12 185 män. Barn under 15 år utgör 13,0 %, vuxna 15-64 år 74 %, och äldre över 65 år 11,0 %.